# Marvel Nemesis: Rise of the Imperfects
Marvel Nemesis: Rise of the Imperfects (traducido al castellano Marvel Nemesis: La Rebelión de los Imperfectos) es un videojuego de lucha beat'em up para las consolas PlayStation 2, Xbox, GameCube, Nintendo DS y PSP, con vínculos con la serie de cómics Marvel Nemesis. Aunque se tenía que planificar también para la versión de Game Boy Advance pero nunca fue lanzada oficialmente.
Marvel Nemesis: Rise of the Imperfects fue el primer y único producto de una sociedad formada en 2004 entre Marvel y Electronic Arts. La sociedad finalizó en los primeros días de 2008.

## Historia
El problema comienza cuando una raza de alienígenas (Gregorianos) invade la ciudad de Nueva York. Muchos héroes como el Capitán América, Hulk y The Punisher han tratado de evitar la invasión, pero han sido derrotados en el proceso. Solo unos pocos han formado un equipo prácticamente invencible de superhéroes que tratarán de devolver la paz a la ciudad de Nueva York. Esos héroes son The Thing, Wolverine, Elektra, Spider-Man, Tormenta, Daredevil, Antorcha humana, Iron Man, Venom y Magneto.
Ellos se enfrentarán a una raza nueva de superdotados que han sido reclutados por los alienígenas, los llamados Imperfectos que son Niles Van Roekel, Paragon, The Wink, Solara, Brigade, Fault Zone, Hazmat y Johnny Ohm.

## Personajes
Marvel Nemesis presenta dos bandos de héroes, entre ellos los clásicos de Marvel y la nueva familia de Los Imperfectos.
Marvel
- Spider-Man Overall: 87
- Iron Man Overall: 93
- The Thing Overall: 86
- Antorcha Humana Overall: 88
- Wolverine Overall: 87
- Elektra Overall: 82
- Daredevil Overall: 81
- Magneto Overall: 85
- Venom Overall: 87
- Tormenta Overall: 85
- Doctor Doom (Solo PSP)
- Capitán América (Solo PSP)

Los Imperfectos
- Niles Van Roekel Overall: 91
- Paragon Overall: 92
- Solara Overall: 89
- Fault Zone Overall: 86
- The Wink Overall: 83
- Johnny Ohm Overall: 88
- Brigade Overall: 90
- Hazmat Overall: 86

## Características
EA fichó a los mejores de la industria del entretenimiento para crear una nueva familia de super héroes, llamados Los Imperfectos, así como a otros talentos de Marvel para crear la historia de los nuevos personajes.
Combate en escenarios interactivos donde todo lo que te rodea se puede convertir en un arma. Aplasta a tus oponentes contra muros, o lánzales objetos enormes para tener ataques más devastadores.
Compite en modo Jugador Único, Multijugador y modos en línea para una experiencia de diversión más amplia.
En el modo de Jugador único, el jugador se sumergirá en una absorbente historia sin comparación en el juego de la lucha.
Lucha con todo tu empeño para desbloquear secretos del juego y obtener recompensas.
Obtén niveles exclusivos y personajes Márvel adicionales si juegas con PSP.
Marvel Nemesis incluye juegos de modo en línea para Xbox Live y PlayStation 2.